# Ryō Nemoto
Ryō Nemoto (jap. 根本 凌, Nemoto Ryō; * 3. Februar 2000 in Chigasaki, Präfektur Kanagawa) ist ein japanischer Fußballspieler.

## Karriere
Ryō Nemoto erlernte das Fußballspielen in der Schulmannschaft der Ueda Nishi High School sowie in der Mannschaft des National Institute of Fitness and Sports Kanoya. Seit März 2020 ist der an Shonan Bellmare ausgeliehen. Der Verein aus Hiratsuka spielte in der ersten Liga des Landes, der J1 League. Sein Erstligadebüt gab er am 5. September 2020 im Heimspiel gegen Vissel Kōbe. Hier wurde er in der 87. Minute für Naoki Ishihara eingewechselt. Der Leihvertrag lief bis zum 31. Januar 2021 und im Anschluss wurde er von Shonan fest verpflichtet. Vier Monate später wurde Nemoto leihweise bis Saisonende 2023 an den Zweitligisten Tochigi SC abgegeben. Für Tochigi bestritt er 51 Zweitligaspiele. Ende Januar 2024 kehrte er zu Shonan zurück.